# ليزا ببكر
ليزا ببكر (بالإنجليزية: Lisa Baker)‏ هي عارضة وممثلة أمريكية، ولدت في 19 مارس 1944 في الولايات المتحدة.

## وصلات خارجية
- ليزا ببكر على موقع IMDb (الإنجليزية)
- ليزا ببكر على موقع قاعدة بيانات الفيلم (الإنجليزية)